# Khamānon
Khamānon är en ort i Indien.   Den ligger i distriktet Fatehgarh Sahib och delstaten Punjab, i den norra delen av landet, 260 km norr om huvudstaden New Delhi. Khamānon ligger 275 meter över havet och antalet invånare är 9 396.
Terrängen runt Khamānon är mycket platt. Runt Khamānon är det tätbefolkat, med 511 invånare per kvadratkilometer. Närmaste större samhälle är Khanna, 17,7 km sydväst om Khamānon. Trakten runt Khamānon består till största delen av jordbruksmark.